# Klement XIII.
Klement XIII., lat. Clemens PP. XIII. (Venecija, 7. ožujka 1693. – Rim, 2. veljače 1769.), rođen kao Carlo Rezzonico, 248. poglavar Katoličke Crkve, papa od 6. srpnja 1758. do smrti 1769.

## Raniji život
Rodio se 7. ožujka 1693. u Veneciji, kao drugo od dvoje djece Giovannija Battiste Rezzonica, senatora Mletačke Republike i Vittorije, rođene Barbarigo, sestre Pietra Barbarige, patrijarha Venecije. Obitelj Rezzonico potječe iz grada Coma. Car Leopold I. Habsburški 1665. dodjeljuje im titulu baruna Svetog Rimskog Carstva. Iz Coma obitelj se raseljava, dio u Parmu, a dio u Genovu, iz koje se Aurelije Rezzonico, Carlov djed, doseljava u Veneciju 1687. U dobi od deset godina Carlo odlazi u Bolognu na studij retorike i filozofije u isusovačku Školu svetog Franje Ksaverskog, a zatim nastavlja školovanje na Sveučilištu u Padovi, gdje stječe doktorate iz crkvenog i građanskog prava. Potom odlazi u Rim i od 1714. pohađa Papinsku akademiju za obrazovanje budućih diplomata (Pontificia Accademia dei Nobili Ecclesiastici). Ulaskom u Kuriju obnaša više dužnosti. Dana 21. svibnja 1718. imenovan je guvernerom Rietija, a od 12. srpnja 1721. obnaša istu funkciju u Fanu. Od 1725. je glasnogovornik Kongregacije Svetog konzulta, a potom revizor Svete Rimske Rote za Veneciju. Za svećenika je zaređen 23. prosinca 1731.. Papa Klement XII. prosinca]] 1737. imenuje ga kardinalom, a tri godine kasnije je na čelu Kongregacije za propagandu vjere, kao prefekt za gospodarstvo. Na toj dužnosti će ostati do 11. ožujka 1743. kada ga papa Benedikt XIV. imenuje biskupom Padove. Kako bi podigao svoj kler na višu razinu, saziva 1746. Sinodu, koja je pridonijela unapređenju pastorala u njegovoj biskupiji. U svojoj biskupiji je slovio kao uzoran čovjek koji je, bez obzira na goleme prihode svoje biskupije i njegov osobni imetak, velike svote novca trošio pomažući siromasima. 

## Izbor za papu
Dana 3. svibnja 1758. umire Benedikt XIV. i kardinal Rezzonico je pozvan u Rim na konklave. Od pedeset pet kardinala u Rim su pristigla četrdesetpetorica. Francuski kralj Luj XV. uložio je veto na izbor kardinala Carla Alberta Guidobono-Cavalchinija, prefekta Kongregacije za biskupe i redovnike. Konklave su potrajale pedeset dva dana, te je nakon dugih pregovora i glasovanja, s trideset jednim glasom, 6. srpnja 1758. kardinal Rezzonico izabran za novog poglavara Katoličke Crkve. 

## Pontifikat
Kardinal Rezzonico je nakon dugih nagovaranja. Odabrao si je ime Klement XIII. u čast svoga prethodnika koji ga je imenovao kardinalom. Za državnog tajnika izabrao je kardinala Luigija Mariu Torrigianija. Ubrzo nakon izbora Papa šalje carici Mariji Tereziji, koja se zauzela za njegov izbor, kao zahvalnost i upečatljiv dokaz svog poštovanja, obnoviteljsku potvrdu, za nju i njezine nasljednike, trajnu titulu Apostolskog Veličanstva. Na samom početku pontifikata Papa se suočava s oštrim napadima Bourbonskih vladara protiv isusovaca. U Portugalu im je podmetnuta zavjera protiv samog kralja, što je poslužilo prvomu ministru Sebastiãnu Joséu de Carvalho e Mellu, markizu Pombalu da ih protjera iz Države. U Francuskoj je afera jednog svećenika u kojoj su mnogi ljudi ostali bez svojeg novca, potaknula kralja Luja XV. da u studenom 1764. Ediktom ukine Družbu Isusovu u svojoj zemlji. Papa je uzaludno prosvjedovao protiv tih odluka te je Bulom iz 1765. podržao isusovce i pohvalio njihov rad, što je izazvalo još veće negodovanje. Usprkos Papinim nastojanjima, isusovci su 1767. protjerani iz Španjolske, Napulja, Sicilije, Parme, Meksika, Perua, Čilea i Filipina. U lukama Papinske Države puni su brodovi dovozili protjerane isusovce. 
U sedam konzistorija imenovao je pedeset dva kardinala te napisao šest enciklika, od kojih se najviše ističe Christiane republicae salus iz 1766., u kojoj osuđuje sve publikacije koje nisu u skladu s katoličkim dogmama. Dekretom od 6. veljače 1765. uvodi blagdan Presvetog Srca Isusovog u neke biskupije, što će njegov nasljednik Pio XII. (15. svibnja 1956. uvesti za cijelu Crkvu. 
Shrvan događajima povezanim za sudbinu isusovačkog reda, papa Klement XIII. umire od posljedica srčanog udara u noći s 2. na 3. veljače 1769. Pokopan je u monumentalnu grobnicu u Bazilici svetog Petra.